# Franz Brei

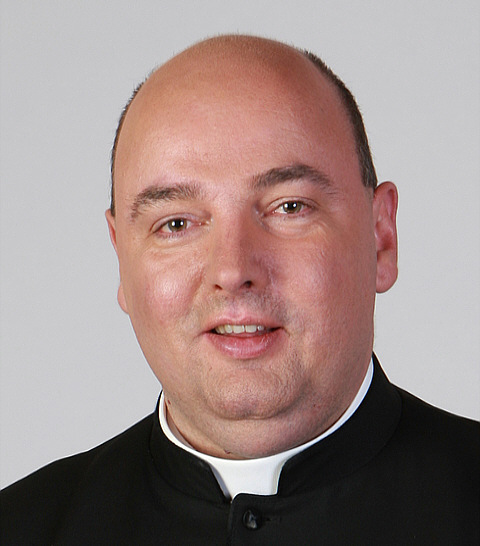
Franz Brei

Franz Brei (* 7. September 1968 in Bludenz, Vorarlberg), bekannt als Pfarrer Franz Brei oder Kanonikus Pfarrer Franz Brei, ist ein römisch-katholischer Priester der Diözese Eisenstadt, der als Sänger religiöser Volksmusik bekannt wurde.

## Leben und Wirken

Pfarrer Franz Brei mit der Gruppe signum!, dem Komponisten Walter Wessely und dem Texter Herbert Hirschler

Franz Brei empfing nach der theologischen Ausbildung an der Philosophisch-Theologischen Hochschule Heiligenkreuz am 8. Juli 2000 die Diakonen- und am 8. Dezember 2000 in der Kirche St. Martin zu Eschen (Liechtenstein) die Priesterweihe und wurde in den Klerus der Erzdiözese Vaduz inkardiniert. Seine Heimatprimiz feierte er am 10. Dezember 2000 in der Pfarrkirche St. Pankratius u. Zeno, Feldkirch-Altenstadt. Von 2000 bis 2003 war Brei Kaplan in Triesenberg (FL), danach wirkte er zunächst als Kaplan in Bad Aussee – Altaussee – Grundlsee. Anschließend war er als Provisor des steirischen Pfarrverbandes Hatzendorf – Breitenfeld – Unterlamm tätig. Von dort wurde er Ende November 2013 auf eigenen Wunsch abgezogen. Der Anlass für seinen Weggang waren Unstimmigkeiten im Zusammenhang mit dem Einsatz eines von Sponsoren, die Brei gewonnen hatte, finanzierten neuen Glockengeläuts in Unterlamm.
Seit April 2014 war Brei Pfarrer im Dekanat Deutschkreutz (Burgenland) in der Pfarrei Neckenmarkt (Burgenland) und seit September 2014 im Pfarrverband Deutschkreutz-Neckenmarkt tätig. Im September 2018 wurde er in die Diözese Eisenstadt inkardiniert und ist derzeit über Ernennung durch den Diözesanbischof der zuständige Kreisdekan des gesamten Mittelburgenlandes. Er übernahm im September 2020 die Pfarre Jennersdorf und wurde zum Kanoniker, also zum Mitglied des Domkapitels ernannt.
Auf seine Initiative ist die Einrichtung einer „Lourdesgrotte“ in Unterlamm im Jahr 2006 zurückzuführen, einer verkleinerten Nachbildung der Erscheinungsgrotte im Wallfahrtsort Lourdes, die mit einem Reliquiar der Bernadette Soubirous ausgestattet ist.

## Musikalische Laufbahn
Gemeinsam mit der Volksmusikantin Amalia Pfundner, der Volksmusikgruppe Die Raabtal-Dirndln und dem Kirchenchor Unterlamm nahm Brei 2009 eine CD mit volkstümlich-spiritueller Musik auf, produziert von Walter Wessely. Mit einer Komposition von Wessely und Herbert Hirschler gewann Brei mit großem Vorsprung die Österreich-Vorausscheidung des Grand Prix der Volksmusik 2009 und erreichte in der Endausscheidung dieses Bewerbes als bester österreichischer Beitrag den Platz 3. Anschließend erschienen mehrere CDs, einige davon wurden mit Gold bzw. Platin ausgezeichnet.

## Diskografie
- Himmlische Klänge. Audio-CD (Sony-Ariola B002CHL41I, 2009)
- Lebenslieder. (Ariola, 2009)
- Glaube, Hoffnung und Liebe. (Ariola, 2010)
- So feiern wir Weihnachten. (Ton in Ton, 2011)
- Die schönsten Marienlieder. (Ton in Ton, 2013)
- Jedes Ende ist ein neuer Anfang. (Ton in Ton, 2015)
- Botschaft des Friedens. (Ton in Ton, 2017)
- Heilige Nacht. (Ton in Ton, 2018)
- Alles ist von Gott gegeben – 10 Jahre Pfarrer Franz Brei. (Ton in Ton, 2019)
- Lieder von Trost und Freude (Telamo, 2022)
- Mach aus jedem Tag ein bisschen Sonntag. (als Kanonikus Pfarrer Franz Brei, Ton in Ton, 2023)